# 巴拉布拉山
巴拉布拉山（英語：Barrabool Hills）是澳大利亞維多利亞州西南部的一個小地區，位於吉朗西郊。巴拉布拉山大致延伸到納爾瓦爾、巴拉布爾和塞雷斯，並橫跨大吉朗市、衝浪海岸郡和黃金平原郡。

## 歷史
1830年代末，牧民首先在巴拉布拉山定居。巴拉布拉山在1840年代末和1850年代隨著小型農場的發展而成為農業區，並享有聲譽。1850年代，當地農場得到了發展，包括貝拉蒙戈莊園和巴拉布爾的瑞士葡萄園，這兩個農場至今仍然存在。然而，巴拉布拉山的農民在此期間也面臨著許多困難。1851年2月6日，巴拉布拉山在森林大火中被嚴重燒毀，造成超過16人死亡。